# Jan Zídka
Jan Zídka (14. května 1923 Machov – 20. dubna 2002 Hradec Králové) byl český architekt působící zejména v Hradci Králové, kde se podílel na výstavbě několika sídlišť (např. Orlická kotlina, Slezské Předměstí) i reprezentativních a kulturních staveb (např. hotelu Černigov či kongresového centra Aldis).
Jeho synem je architekt Jiří Zídka.

## Kariéra
Vystudoval průmyslovou školu stavební v Hradci Králové (1939–1943) a poté ještě Vysokou školu uměleckoprůmyslovou v Praze (dokončena 1949). Při studiu jej silně ovlivnila osobnost architekta Jana Sokola.
V rámci absolutoria nastoupil do Stavoprojektu v Hradci Králové. Tam se zařadil mezi klíčové architekty a urbanisty, kteří se podíleli na podobě města po druhé světové válce. Úzce spolupracoval s Václavem Rohlíčkem a Břetislavem Petránkem, s nimiž po roce 1951 tvořil urbanistickou skupinu. V letech 1962–1968 Zídka vedl urbanistický ateliér královéhradeckého Stavoprojektu. Po změně struktur projektového ústavu působil v atelieru A11, a to až do roku 1987, kdy odešel do důchodu.

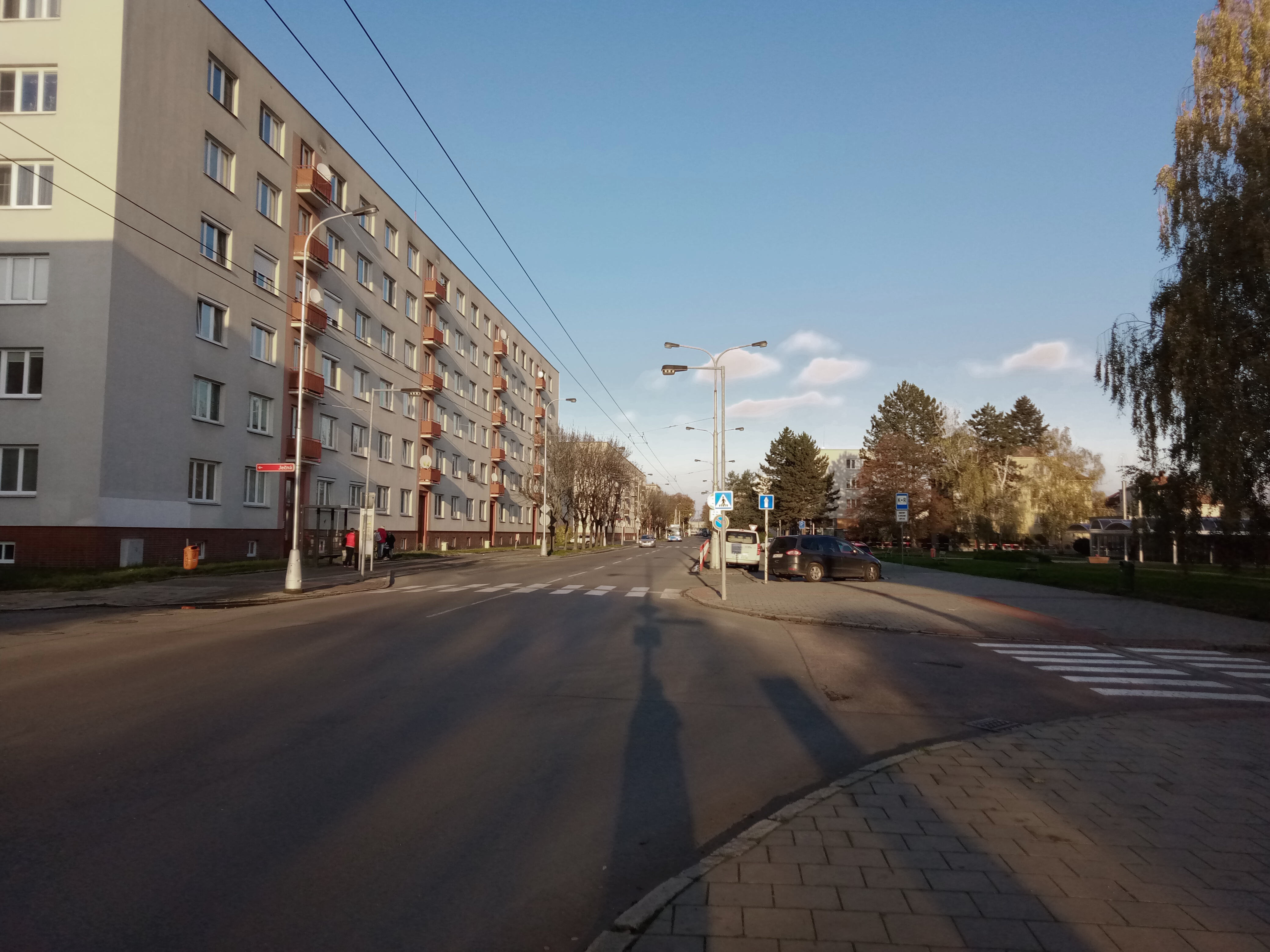
Třída SNP, Hradec Králové

Jeho prvním projektem se staly školy na sídlišti Orlická kotlina. V roce 1956 se začal celý urbanistický tým, jehož byl součástí, zabývat novým územním plánem města Hradce Králové. V rámci toho řešil plánování dvou sídlišť na Slezském Předměstí (Slezské Předměstí Jih a Slezské Předměstí Sever). Projektům i realizacím v této části města se věnoval jako hlavní architekt v letech 1959 až 1969. V rámci Slezského Předměstí řešil nejen obytnou výstavbu, ale také občanskou vybavenost a navrhl zde i hotel Alessandria. Na přelomu 50. a 60. let 20. století došlo k dostavbě klíčových městských bulvárů. Jednalo se mj. o Pospíšilovu třídu a navazující třídu SNP, které rozdělují Severní Předměstí na dvě části (jižní a severní). Budovy podél těchto tříd na severovýchodě od centra byly postaveny podle Zídkova konceptu v letech 1958–1964.
Poblíž železničního hlavního nádraží v Hradci Králové (na Pražském Předměstí) navrhl hotel Černigov (projekt 1968, výstavba 1969 až 1975, otevření v prosinci 1975), který se stal nejvýznamnější Zídkovou stavbou a pravděpodobně i nejvýznamnější poválečnou stavbou města. Tento hotel se zařadil mezi špičku hotelové architektury té doby po bok hotelu Thermal v Karlových Varech či hotelu Olympik v pražském Karlíně. Tato stavba tvoří urbanistický protipól nádražní budově, což plánovali již o dvacet let dříve urbanisté a architekti František Bartoš a Josef Havlíček.
Na konci 60. let 20. století stál za návrhem nově budovaného safari v zoo ve Dvoře Králové nad Labem. V 70. letech se podílel na asanaci Pražského předměstí v Hradci Králové, které se mělo zásadním způsobem zmodernizovat ve společenskou čtvrť. K plánované výstavbě divadla na Dukelské třídě však nikdy nedošlo. Realizován byl např. obchodní dům Prior, k němuž Zídka připravil první hmotovou studii.
Posledním velkým projektem Jana Zídky bylo v letech 1980–1984 společně s Václavem Misíkem projektované nové kongresové centrum severně od městských lázní. V daném prostoru se již dříve řešila výstavba rozhlasu či divadla. Podle projektu nakonec vzniklo v letech 1987–1991 Kongresové centrum Aldis s kapacitou hlavního sálu 1230 míst a celkem 5100 m2 výstavních ploch.
Po odchodu do důchodu ještě působil jako hlavní architekt v Útvaru hlavního architekta městského magistrátu v Hradci Králové (1992–1995). Byl členem Svazu architektů, územně plánovací komise Městského národního výboru i komise Českého fondu výtvarných umění Dílo.

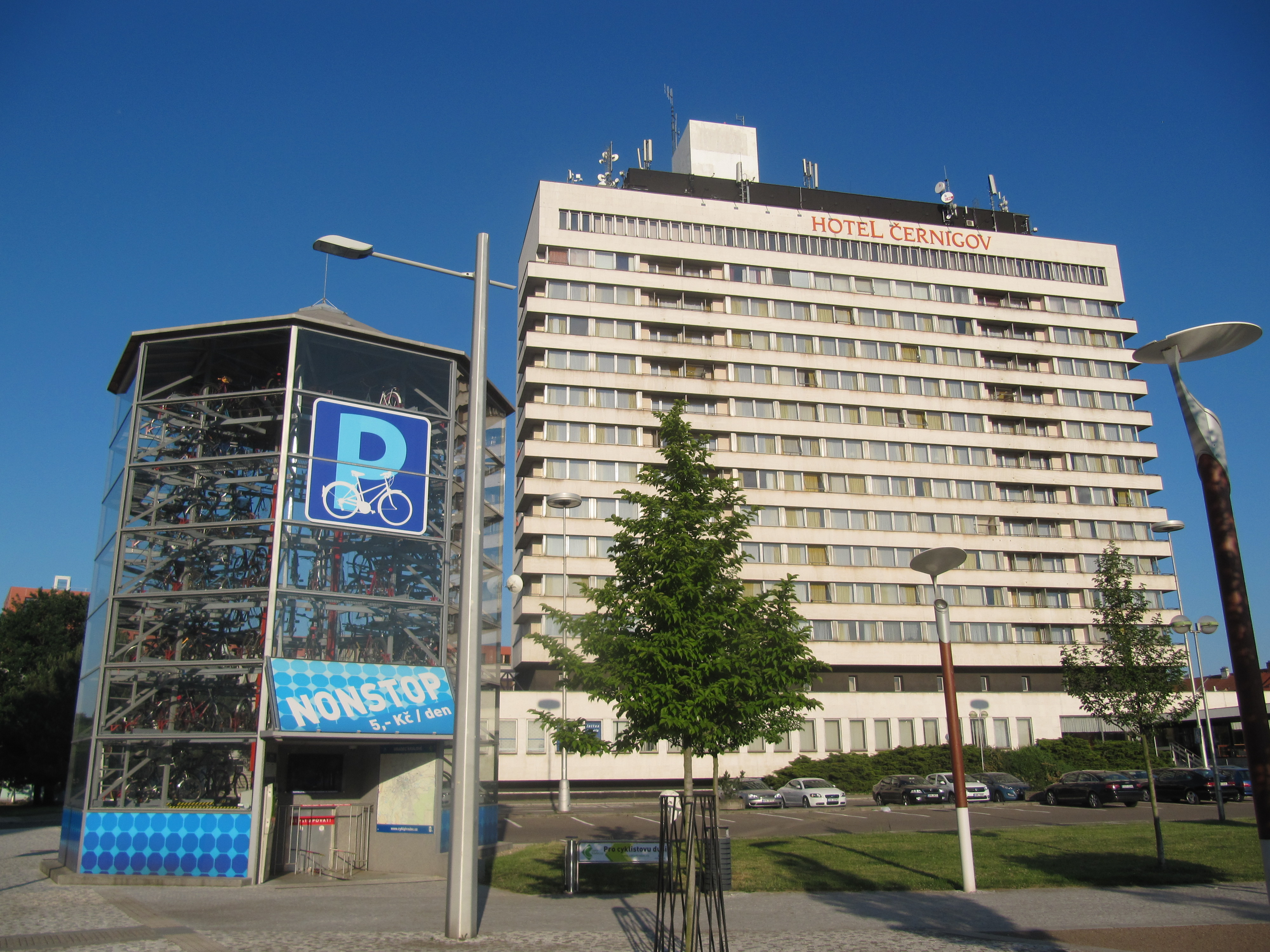
Hotel Černigov

## Dílo

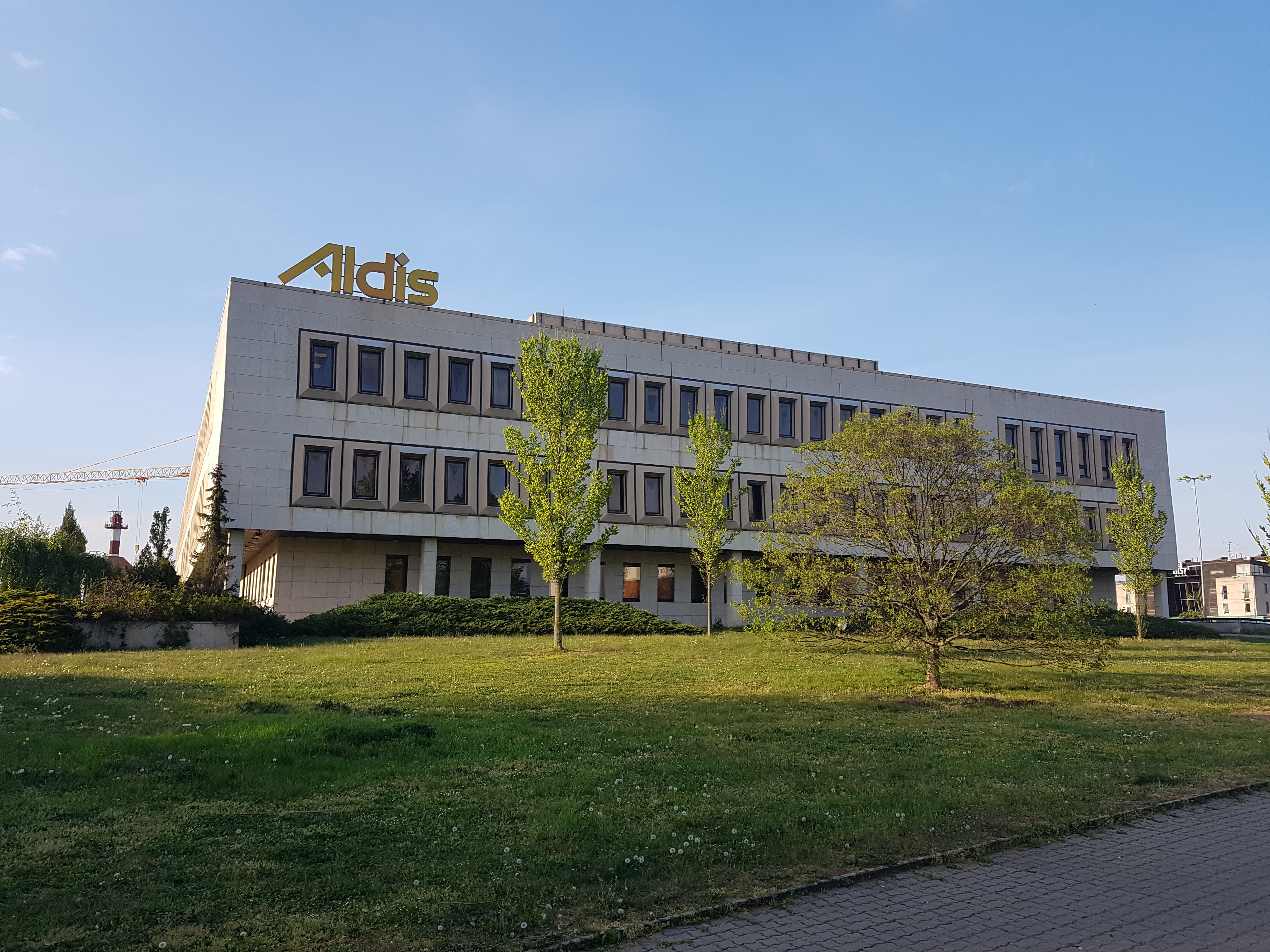
Kongresové centrum Aldis

- Hradec Králové: mateřská škola a jesle v sídlišti Orlická kotlina (1953–1955)
- Hradec Králové: územní plán Hradce Králové; s Břetislavem Petránkem a Václavem Rohlíčkem (1956–1960)
- Hradec Králové: sídliště Slezské Předměstí Sever a Slezské Předměstí Jih; s Františkem Steinerem (1959–1969)
- Hradec Králové: architektonická soutěž na rozhlas a divadlo na místě Vrbenského kasáren; s Janem Rejchlem, Břetislavem Petránkem, Milanem Rejchlem a Karlem Schmiedem (1960–1961)[8]
- Hradec Králové: hotel Alessandria (1961–1963/1967–1969[2])
- Dvůr Králové nad Labem: safari park v zoologické zahradě (1968–1969)
- Hradec Králové: hotel Černigov /Regina/ (1969–1975)
- Pardubice: soutěžní návrh na Sídliště Polabiny; s atelierem A11 (1971)
- Hradec Králové: plán asanace Pražského Předměstí (1973–1974)
- Hradec Králové: Kongresové centrum Aldis; s Václavem Misíkem (1980–1991)[2]

## Zajímavosti
V roce 2021 se konala výstava "Střípky hradecké architektury let minulých" připomínající dílo Jana Zídky a Karla Schmieda v Hradci Králové. Od 1. 7. do 31. 8. byly panely instalovány v Centru celoživotního vzdělávání.